# Chronologie des croisades
Cette chronologique synoptique des croisades vise à montrer d'un seul coup d'œil les évènements importants des Croisades.

## Années 600
- 638 : Prise de Jérusalem par les Arabes

## Années 700
- 718 : Les Arabes assiègent en vain Constantinople

## Années 900
- Fin du Xe siècle, Moyen-Orient : mouvement de reconquête byzantin
  - 969 : Antioche est reprise
  - 975 : Jean Ier Tzimiskès conquiert la Syrie, occupe Damas et s'avance jusqu'en Galilée

## Années 1000
- 1063 : Croisade de Barbastro en Espagne, prêchée par le pape Alexandre II. Première réalisation d'une coalition chrétienne à but guerrier.
- 1071 : Bataille de Mantzikert. L'empereur Romain Diogène est vaincu par les troupes du Seljoukide Alp Arslan, qui s'empare d'une partie de l'Anatolie (Turquie actuelle)
- 1078 : Prise par les Turcs Seldjoukides de Jérusalem pour le compte des califes abbassides aux dépens des califes fatimides. Les nouvelles autorités n'autorisent plus les pèlerinages chrétiens à Jérusalem.
- 1095 : au concile de Clermont, le pape Urbain II appelle la chrétienté à la Croisade pour rétablir le droit de passage vers les lieux saints.
- 1096 : Le sultan Seldjoukide Kilidj Arslan vainc les croisés de Pierre l'Ermite
- 1097 : Première expédition franque. Bataille de Dorylée, où Kilidj Arslan est vaincu, prise de Nicée par les Francs.
- 1098 : Prise d'Antioche. Édesse devient le siège d'un comté latin d'Orient.
- 1099 : Succès de la Première croisade après que les Croisés assiègent puis prennent pied à Jérusalem.

## Années 1100
- 1100 : Le comte d'Édesse Baudoin se proclame roi de Jérusalem.
- 1108 : Bataille de Tel-bacher, qui oppose deux armées à la fois franques et musulmanes.
- 1109 : Prise de Tripoli par les croisés
- 1110 : Prise de Beyrouth et Saida
- 1119 : Bataille de Sarmada et victoire d'Ilghazi contre les croisés
- 1124 : Prise de Tyr par les Francs.
- 1144 : Prise d'Édesse par Zengi.
- 1146 : Mort de Zengi. Son fils Nur al-Din lui succède.
- 1148 : Défaite de la Deuxième croisade devant Damas.
- 1169 : Prise de l'Égypte par Shirkuh pour le compte de Nur al-Din. Le califat fatimide est mis sous tutelle.
- 1171 : Le kurde Saladin met fin au califat fatimide.
- 1174 : Mort de Nur al-Din, dont Saladin profite pour s'emparer de Damas.
- 1177 : Défaite de Saladin devant le roi Baudouin IV à Montgisard.
- 1187 : Victoire du kurde Saladin, 1er dirigeant de la dynastie Ayyubide devant les croisés francs (Bataille de Hattin), prise de Jérusalem.
- 1189 : Début de la Troisième croisade qui échoue en 1192 devant Jérusalem.
- 1191 : Défaite de Saladin devant le roi Richard I "Coeur de Lion" à Acre.
- 1193 : Mort de Saladin à Damas.

## Années 1200
- 1204 : Succès de la Quatrième croisade après que Les Croisés prennent pied à Constantinople, saccagent la ville. Puis ils prennent la direction de l'empire byzantin jusqu'en 1261, alors que celui-ci se relève à Nicée.
- 1221 : Défaite de la Cinquième croisade devant Le Caire (Egypte) que les croisés voulaient échanger avec Jérusalem.
- 1229 : Succès de la Sixième croisade après que Frédéric II de Hohenstaufen récupère la ville de Jérusalem par la diplomatie.
- 1244 : Perte de Jérusalem pour les Francs.
- 1249 : Défaite de la Septième croisade mené par le roi Saint Louis en Egypte.
- 1250 : En Égypte, la dynastie Ayyubide est remplacée par le système des Mamelouks.
- 1256 : la forteresse de Qasir Khan est rasée par une invasion mongole.
- 1258 : Prise et sac de Baghdad par les mongols sous la direction d'Hulegu.
- 1260 : Bataille d'Aïn Djalout entre le sultan mamelouk Baybars et l'armée mongole, mettant fin à l'expansion mongole.
- 1261 : La dynastie Paléologue reprend le pouvoir à Byzance.
- 1268 : Baybars prend Antioche
- 1270 : Défaite de la Huitième croisade avec la mort de Saint-Louis près de Tunis
- 1271 : Défaite de la Neuvième croisade organisée par l'Angleterre et considérée comme la dernière des croisades médiévales
- 1291 : Prise d'Acre par les Mamelouks, mettant fin à la présence franque.

## Années 1300
- 1396 : Défaite des armées croisées occidentales face aux Ottomans à Nicopolis.

## Années 1400
- 1402 : Défaite des Ottomans face à Tamerlan à Ankara.
- 1444 : Victoire ottomane sur les armées croisées à Varna (Bulgarie actuelle) met fin aux derniers espoirs de libérer Constantinople
- 1453 : Les Ottomans prennent Constantinople sous la direction de Mehmet II.